# Ідель (Бєлорєцький район)
Іде́ль (рос. Идель, башк. Иҙел) — присілок у складі Бєлорєцького району Башкортостану, Росія. Входить до складу Серменевської сільської ради.
Присілок заснований 21 квітня 2011 року.